# Ratnanagar
Ratnanagar è una città e municipalità del Nepal situata nel Distretto di Chitwan.
La città è adiacente al Parco nazionale di Chitwan.